# نواه بيرسون
نواه بيرسون (بالسويدية: Noah Persson)‏ هو لاعب كرة قدم سويدي، ولد في 16 يوليو 2003.

## وصلات خارجية
- نواه بيرسون على موقع الاتحاد الأوربي (الإنجليزية)
- نواه بيرسون على موقع اتحاد السويد (السويدية)
- نواه بيرسون على موقع قاعدة بيانات كرة القدم.إي يو (الإنجليزية)
- نواه بيرسون على موقع ناشيونال فوتبول تيمز (الإنجليزية)
- نواه بيرسون على موقع Soccerbase.com (لاعب) (الإنجليزية)
- نواه بيرسون على موقع Soccerway.com (الإنجليزية)
- نواه بيرسون على موقع عالم كرة القدم.نت (الإنجليزية)